# Zdeněk Plech

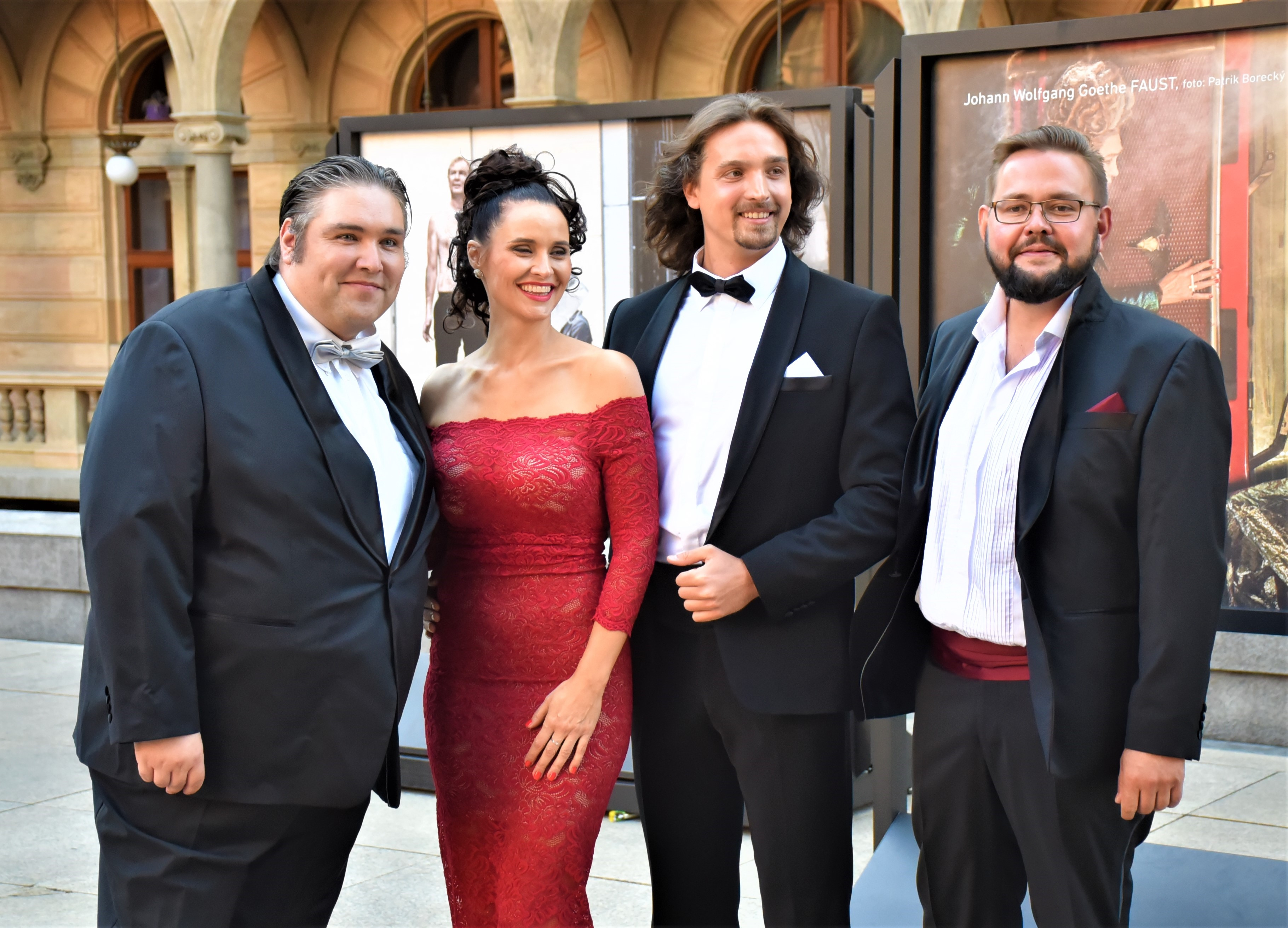
Il Bohemo (Zdeněk Plech, Barbora Řeháčková, Igor Loškár a Pavel Švingr)

Zdeněk Plech (* 3. července 1977 Brno) je český operní pěvec-basista.

## Životopis

### Studium
V mládí chodil do lidové školy umění v Králově Poli v Brně, učil se zprvu hře na kytaru, ale začal se věnovat především zpěvu. V roce 1998 dokončil studium na Konzervatoři Brno a v roce 2004 dokončil studium zpěvu na Hudební fakultě Janáčkovy akademie múzických umění v Brně ve třídě Marty Beňačkové.

### Profesní kariéra
Již během studií hostoval v Moravském divadle v Olomouci. Následně získal angažmá v Národním divadle v Brně, kde pak působil jako sólista v letech 2000–2004.
V roce 2004 se stal sólistou opery Národního divadla v Praze.
Od roku 2006 je také stálým hostem Canadian Opera v Torontu.
Hostuje pravidelně v mnoha českých divadlech, např. v Národním divadle v Brně, Divadle F. X. Šaldy v Liberci, Severočeském divadle v Ústí nad Labem a Národním divadle moravskoslezském.

### Koncertní činnost
Spolupracuje s řadou předních českých i zahraničních orchestrů, např. BBC Symphony Orchestra, Bayerische Staatsphilharmonie, Orchestra national de France, WDR Sinfonieorchester Köln, Moravská filharmonie Olomouc, Pražský filharmonický sbor, Symfonický orchestr Českého rozhlasu, Filharmonie Brno, Filharmonie B. Martinů Zlín, aj. a s uznávanými dirigenty (Libor Pešek, Jiří Bělohlávek, aj.)
S uvedenými orchestry koncertoval např. v Japonsku, Francii, Španělsku, Německu, Velké Británii a Brazílii.
Ve svém repertoáru má mj.: A. Dvořák: Stabat Mater a G. Verdi: Requiem.

### Další činnost
Vystupoval v muzikálu Cats a za roli byl nominován na Cenu Thálie 2004
Sám je autorem dvou muzikálů:
- Marnotratný syn
- Kazatel

Od roku 2013 vyučuje na Katedře zpěvu Hudební fakulty Janáčkovy akademie múzických umění v Brně.

## Ocenění
- 1998 Vítěz pěvecké soutěže M. Schneidera-Trnavského (Slovensko)
- 2002 Finalista belcantové soutěže Ferruccio Tagliavini (Graz, Rakousko)
- 2006 Cena Komerční banky za vynikající interpretaci role Ramfise ve Verdiho opeře Aida[8]

## Operní role, výběr
- 2000 Giuseppe Verdi: Don Carlos, Mnich, Národní divadlo Brno, režie Tomáš Šimerda
- 2000 Umberto Giordano: Andrea Chénier, Fouquier-Tinville, Národní divadlo Brno, režie Stanislav Moša
- 2001 Giuseppe Verdi: La traviata, Markýz d'Obigny, Národní divadlo Brno, režie Zbyněk Srba
- 2001 Leoš Janáček: Věc Makropulos, Strojník, Národní divadlo Brno, režie Tomáš Šimerda
- 2002 W. A. Mozart: Don Giovanni, Masetto (j. h.), Stavovské divadlo, režie Václav Kašlík, Ladislav Štros
- 2002 Giuseppe Verdi: Macbeth, Vrah, Národní divadlo, režie Vladimír Morávek
- 2003 Giuseppe Verdi: Aida, Il Re, Národní divadlo Brno, režie Václav Věžník
- 2003 Giuseppe Verdi: Maškarní ples, Tom, Národní divadlo Brno, režie Jan Štych ml.
- 2003 Leoš Janáček: Káťa Kabanová, Kuligin, Národní divadlo Brno, režie Zdeněk Kaloč
- 2004 Martin Smolka: Nagano, Kanadský útočník, 2. Zřízenec, Stavovské divadlo, režie Ondřej Havelka
- 2004 Bedřich Smetana: Prodaná nevěsta, Kecal, Národní divadlo, režie Jiří Nekvasil
- 2005 Giuseppe Verdi: Aida, Ramfis, Národní divadlo, režie Steffen Piontek
- 2005 Gaetano Donizetti: Don Pasquale, Don Pasquale, Stavovské divadlo, režie Pavel Mikuláštík
- 2006 Camille Saint-Saëns: Samson et Dalila, Hebrejský stařec, Národní divadlo, režie Marián Chudovský
- 2006 W. A. Mozart: Don Giovanni, Masetto, Stavovské divadlo, režie Jiří Nekvasil, Václav Kašlík
- 2006 Bedřich Smetana: Tajemství, Malina, Národní divadlo, režie Jiří Nekvasil
- 2007 Giacomo Puccini: La fanciulla del West – Děvče ze Západu, Ashby, Národní divadlo, režie Jiří Nekvasil
- 2008 Giuseppe Verdi: Falstaff, Pistola, Národní divadlo, režie Martin Huba
- 2008 Bedřich Smetana: Prodaná nevěsta, Kecal, Národní divadlo, režie Magdalena Švecová
- 2009 P. I. Čajkovskij: Evžen Oněgin, Gremin, Národní divadlo, režie Andrei Serban
- 2009 W. A. Mozart: Le nozze di Figaro – Figarova svatba, Bartolo, Stavovské divadlo, režie Josef Průdek
- 2009 W. A. Mozart: Kouzelná flétna, Sarastro – Mluvčí, Stavovské divadlo, režie David Radok
- 2009 Giuseppe Verdi: Macbeth, Banco (j. h.), Národní divadlo Brno, režie Bruno Berger-Gorski
- 2010 Jacques Offenbach: Hoffmannovy povídky, Crespel, Národní divadlo, režie Ondřej Havelka
- 2010 W. A. Mozart: Idomeneo, Hlas věštby, Stavovské divadlo, režie Yoshi Oida
- 2011 W. A. Mozart: Únos ze serailu, Osmin, Stavovské divadlo, režie Joël Lauwers
- 2012 Benjamin Britten: Gloriana, Slepý pouliční zpěvák, Národní divadlo, režie Jiří Heřman
- 2012 Antonín Dvořák: Jakobín, Filip, Národní divadlo, režie Jiří Heřman
- 2012 Antonín Dvořák: Rusalka, Vodník, Státní opera, režie Zdeněk Troška
- 2013 Bedřich Smetana: Dvě vdovy, Mumlal, Národní divadlo, režie Jiří Nekvasil
- 2013 Giuseppe Verdi: Don Carlos, Mnich, Státní opera, režie Manfred Schweigkofler
- 2013 W. A. Mozart: Don Giovanni, Komtur (j. h.), Národní divadlo Brno, režie Bruno Berger-Gorski
- 2014 Antonín Dvořák: Čert a Káča, Lucifer, Národní divadlo, režie Marián Chudovský
- 2014 Bedřich Smetana: Čertova stěna, Beneš, poustevník (j. h.), Národní divadlo moravskoslezské, režie Jiří Nekvasil
- 2014 Česká baletní symfonie II (balet), Bas, Národní divadlo
- 2015 P. I. Čajkovskij: Jolanta, Král René, Národní divadlo, režie Dominik Beneš
- 2016 Carl Orff: Chytračka, Sedlák, Národní divadlo, režie Jiří Nekvasil
- 2016 Bohuslav Martinů: Juliette (Snář), Muž s helmou/ Hlas šéfa za scénou, Národní divadlo, režie Zuzana Gilhuus
- 2016 Giuseppe Verdi: La Traviata, Markýz d'Aubigny, Národní divadlo, režie Jana Kališová
- 2016 Carl Orff: Měsíc, Petr, Národní divadlo, režie Jiří Nekvasil
- 2016 Ambroise Thomas: Hamlet, Polonius (j. h.), Národní divadlo moravskoslezské, režie Radovan Lipus
- 2017 Václav Kašlík: Krakatit, Baron Rohn, Národní divadlo, režie Alice Nellis
- 2017 Giuseppe Verdi: Maškarní ples, Hrabě Ribbing, Národní divadlo, režie Dominik Beneš
- 2017 Gaetano Donizetti: Poprask v opeře, Impresário, Stavovské divadlo, režie Radim Vizváry
- 2018 Jules Massenet: Werther, Městský správce, Národní divadlo, režie Stefan Heinrichs (obnovené nastudování)
- 2022 Richard Wagner: Bludný Holanďan, DALAND, Státní opera, režie Ole Anders Tandberg

## Významná zahraniční vystoupení, výběr
- 2000, 2002, 2004 Open Air Festival, Gars am Kamp (Rakousko) (mj. Don Giovanni – role: Masetto; Traviata – Markýz; Tosca – Kostelník; Prodaná nevěsta – Kecal)
- 2003 Operní festival v Cincinnati (USA)
- 2004 Giuseppe Verdi: Maškarní ples, Tom, festival San Sebastian (Španělsko)
- 2006 Giuseppe Verdi: Aida, Král, Staatsoper Berlin (Německo)
- 2006 Richard Wagner: Prsten Nibelungů, Fasolt (Rheingold) a Hagen (Gotterdammerung), Four Seasons Center, Toronto, Kanada
- 2007 Leoš Janáček: Z mrtvého domu, Komandant, Canadian Opera Toronto (Kanada)
- 2007 Giacomo Puccini: La bohème, Collin, Metropolitan Opera Phoenix (USA)
- 2008 Ludwig van Beethoven: Fidelio, Don Fernando, Canadian Opera Toronto (Kanada)
- 2010 W. A. Mozart: Kouzelná flétna, Sarastro, Metropolitan Opera Phoenix (USA)

## Nahrávky, výběr
- Stabat Mater s dirigentem Martinem Turnovským a Gunma Symphony Tokyo
- pro BBC dabing Příhody Lišky Bystroušky (kreslená verze, role Jezevec)
- pro BBC Výlety pana Broučka (Deutsche Gramophon)
- pro BBC Jullite s Magdalenou Koženou v hlavní roli
- pro BBC Biblické písně (dirigent Hanus, vše předtím Jiří Bělohlávek)
- CD Dík tónům (Radioservis) s Václavem Hybšem
- Muzikál Cats (česká verze)

## Zajímavost
- Ilja Hurník napsal jednoaktovou operu „Stažená hrdla“ přímo pro hlas Zdeňka Plecha; hrála se na JAMU[6]